# Alsens församling
Alsens församling är en församling i Krokoms pastorat i Norra Jämtlands kontrakt i Härnösands stift i Svenska kyrkan. Församlingen ligger i Krokoms kommun i Jämtlands län.

## Administrativ historik
Församlingen har medeltida ursprung. 
Den 1 januari 1991 överfördes ett område med 4 personer till Näskotts församling.

### Pastorat
- Medeltid: Moderförsamling i pastoratet Alsen och Mattmar.
- Medeltid till 2 februari 1856: Annexförsamling i pastoratet Offerdal, Alsen och Mattmar.
- 2 februari 1856 till 1962: Moderförsamling i pastoratet Alsen och Mattmar.
- 1962 till 2002: Eget pastorat.[7]
- 2002–2018: Församlingen ingår i Offerdal-Alsens pastorat.[8]
- 2018–:Krokoms pastorat.

## Kyrkor
- Alsens kyrka